# 雾社黄肉楠
雾社黄肉楠（学名：Actinodaphne mushaensis）为樟科黄肉楠属下的一个种。

## 扩展阅读
- 維基物種上的相關：雾社黄肉楠